# Pterospermum suberifolium
Pterospermum suberifolium är en malvaväxtart som först beskrevs av Carl von Linné, och fick sitt nu gällande namn av Jean-Baptiste de Lamarck. Pterospermum suberifolium ingår i släktet Pterospermum och familjen malvaväxter. Inga underarter finns listade i Catalogue of Life.